# Pedro Depablos
Pedro Javier Depablos (ur. 2 stycznia 1977 w Rubio) – wenezuelski piłkarz występujący na pozycji napastnika. Zawodnik klubu Atlético El Vigía.

## Kariera klubowa
W 2002 roku Depablos trafił do UA Maracaibo. W 2003 roku wywalczył z nim wicemistrzostwo Wenezueli. Następnie grał w Deportivo Táchira oraz ItalChacao, a w 2005 roku trafił do Caracas FC. W 2006 roku, a także w 2007 zdobył z nim mistrzostwo Wenezueli.
Po tych sukcesach Depablos odszedł do drużyny Aragua FC. Potem występował w Estudiantes Mérida oraz Deportivo Lara, a w 2011 roku przeszedł do Atlético El Vigía.

## Kariera reprezentacyjna
W 2004 roku Depablos rozegrał 1 spotkanie w reprezentacji Wenezueli. W tym samym roku został powołany do kadry na Copa América. Nie zagrał jednak na nim ani razu, a Wenezuela odpadła z turnieju po fazie grupowej.